# 1812 w sztukach plastycznych

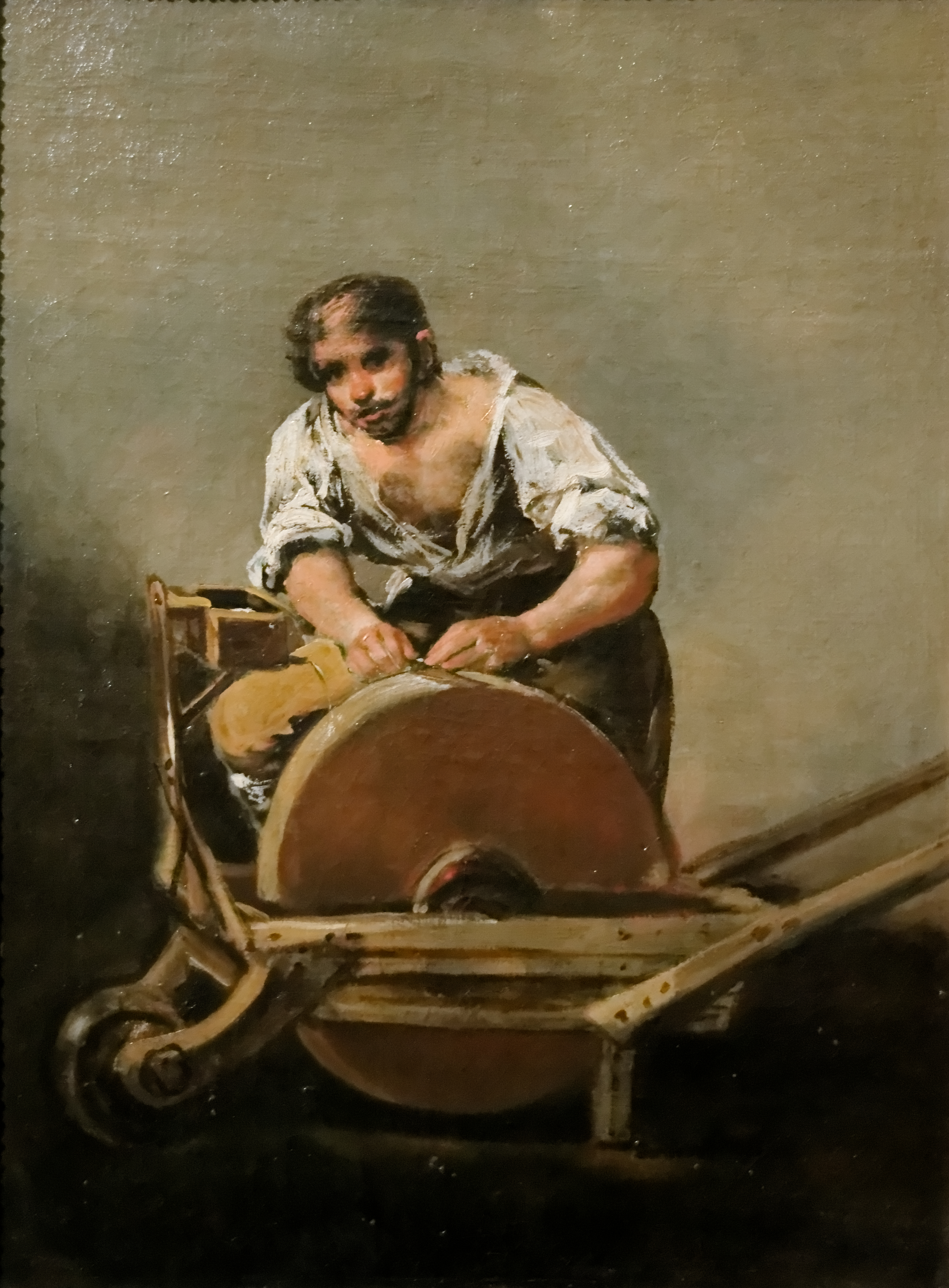
Szlifierz Francisco Goya

Wydarzenia w sztukach plastycznych i wizualnych w 1812 roku.

## Malarstwo
- William Turner

Burza śnieżna: Hannibal przekraczający Alpy – olej na płótnie, 146 x 237 cm
- Francisco Goya

Szlifierz (1808–1812) – olej na płótnie, 69 × 51 cm
Nosicielka wody (1802–1812) – olej na płótnie, 69 × 50,5 cm

## Urodzeni
- 1 marca – Augustus Welby Northmore Pugin (zm. 1852), angielski architekt
- 15 kwietnia – Théodore Rousseau (zm. 1867), francuski malarz i grafik
- 12 maja – Edward Lear (zm. 1888), angielski rysownik i poeta
- 23 grudnia - Alfred Schouppé (zm. 1888), polski malarz

## Zmarli
- Kazimierz Wojniakowski – (ur. 1771 lub 1772), polski malarz i rysownik
- 2 marca – John Raphael Smith (ur. 1751), angielski malarz, pastelista i rytownik
- 11 marca – Philip James de Loutherbourg (ur. 1740), brytyjski malarz, grafik i scenograf teatralny